# Roulette (Album)
Roulette ist das vierte Studioalbum der britischen Boygroup Blue. Es erschien am 25. Januar 2013 bei den Labels Blueworld und Island Records.

## Hintergrund

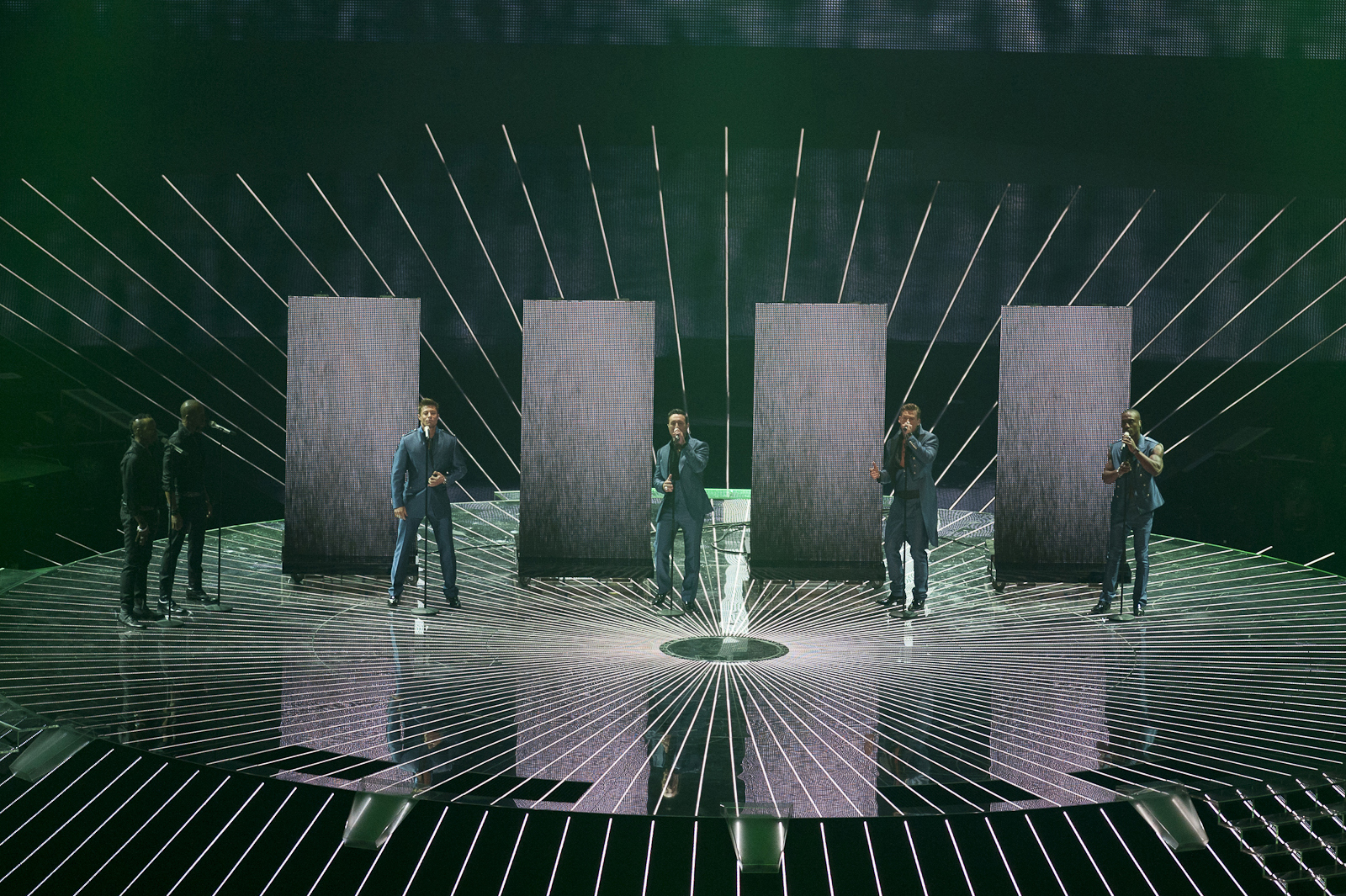
Blue mit I Can beim Eurovision Song Contest 2011.

2011 wurde bekannt gegeben, dass dich Blue nach ihrer Auflösung 2005 wieder zusammen getan haben und im gleichen Jahr mit dem auf dem Album als Bonustrack enthaltenen Titel I Can als Großbritannien beim Eurovision Song Contest 2011 in Düsseldorf vertreten werden. Der Song erreichte dort mit 100 Punkten den elften Platz.
Mit der Reunion wurde außerdem bekannt gegeben, das Blue zusammen mit Bruno Mars und Ne-Yo an verschiedenen Songs arbeiten würden. Auch haben sie mehrere Songs von RedOne produzieren lassen. Geplant sei eine Veröffentlichung eines neuen Albums, das erste in acht Jahren. Die Arbeiten sollten sich jedoch noch weitere zwei Jahre hinziehen. Das Album erschien schließlich am 25. Januar 2013 über Blueworld und Island Records.

## Titelliste
| #                    | Titel              | Autor(en) | Produzent(en)                                | Länge |
| -------------------- | ------------------ | --- | -------------------------------------------- | ----- |
| 1                    | Hurt Lovers        | Ali Zuckowski, Martin Fliegenschmidt, David Jost, Jez Ashurst                                                                  | Robin Grubert, Ali Zuckowski                 | 3:56  |
| 2                    | Without You        | Wayne Hector, Mich Hansen, Jason Gill, Daniel Davidsen, Lee Ryan, Duncan James, Antony Costa, Simon Webbe                      | Cutfather, Jason Gill, Daniel Davidsen       | 3:27  |
| 3                    | Break My Heart     | Novel Jannusi, George Wallen, Lee Ryan, Duncan James, Antony Costa, Simon Webbe                                                | BeatGeek                                     | 4:06  |
| 4                    | Ayo                | Saif Naqui, Troy Henry, Lee Ryan, Duncan James, Antony Costa, Simon Webbe                                                      | Troy Henry                                   | 3:50  |
| 5                    | Risk it All        | Wayne Hector, Lucas Secon | Lucas Secon                                  | 3:42  |
| 6                    | Heart on My Sleeve | Cutfather, Jason Gill, Daniel Davidsen                                                                                         | Cutfather & Joe, Jason Gill, Daniel Davidsen | 3:51  |
| 7                    | We’ve Got Tonight  | Novel Jannusi, George Wallen, Lee Ryan, Duncan James, Antony Costa, Simon Webbe, Wayne Hector, Pat Devine                      | BeatGeek                                     | 3:39  |
| 8                    | Paradise           | Geo Slam, Lee Ryan, Duncan James, Antony Costa, Simon Webbe, Novel Jannusi                                                     | BeatGeek                                     | 3:46  |
| 9                    | Black Box          | Mich Hansen, Lucas Secon, Wayne Hector, Jonas Jeberg                                                                           | Cutfather, Jonas Jeberg                      | 3:28  |
| 10                   | Broken             | Carl Haley, Greg Haley, Charlie Platt, Rafael Haley, Jake Isaac, Pat Devine, Lee Ryan, Duncan James, Antony Costa, Simon Webbe | The Fives                                    | 3:56  |
| 11                   | Break You Down     | Hi W. Jackson, Obi Ebele, Uche Ebele, Lee Ryan, Duncan James, Antony Costa, Simon Webbe                                        | Da Beatfreakz, Steve DuBerry                 | 3:38  |
| 12                   | All I Need         | Lee Ryan, Duncan James, Antony Costa, Simon Webbe, Steve DuBerry                                                               | Steve DuBerry                                | 3:27  |
| Europäische Version  |                    | |                                              |       |
| 13                   | I Can              | Lee Ryan, Duncan James, Ben Collier, Ciaron Bell, Ian Hope, Liam Keenan, StarSign                                              | Ronny Svendsen, Hallgeir Rustan              | 3:01  |
| Britische Version    |                    | |                                              |       |
| 14                   | Sing for Me        | Novel Jannusi, Teddy Sky | Red One                                      | 3:18  |
| iTunes Deutschland   |                    | |                                              |       |
| 14                   | Give Me a Shot     | Uche Ebele, Obi Ebele, Andres Gill, Zachary Maxey, Lee Ryan, Duncan James, Antony Costa, Simon Webbe, Mario Bayliss            | Da Beatfreakz, Steve DuBerry                 | 3:32  |
| 15                   | Sing for Me        | Novel Jannusi, Teddy Sky | Red One                                      | 3:18  |
| iTunes International |                    | |                                              |       |
| 14                   | Give Me a Shot     | Uche Ebele, Obi Ebele, Andres Gill, Zachary Maxey, Lee Ryan, Duncan James, Antony Costa, Simon Webbe, Mario Bayliss            | Da Beatfreakz, Steve DuBerry                 | 3:32  |

Es existieren mehrere Versionen des Albums. Allen gemeinsam sind die ersten zwölf Titel des Albums. Bei den meisten europäischen Singles erschien I Can als Bonussong außer im Vereinigten Königreich, wo es sich um Sing for Me handelte.

## Singles
Am 22. Juni 2012 wurde die Single Hurt Lovers bei einem Konzert in China als Leadsingle des Albums vorgestellt. Matthias Schweighöfer verwendete den Song als Soundtrack für seinen Film Schlussmacher, so dass die Single am 4. Januar 2013 in Deutschland erschien. Die Ballade entstand in der Zusammenarbeit mit David Jost. In Deutschland erreichte sie die Top 10 und wurde damit auch die letzte Top-10-Platzierung von Blue. Ebenso erreichte Blue mit Platz 70 im Vereinigten Königreich, wo die Single erst im Mai veröffentlicht wurde, letztmals eine Chartplatzierung in den Singlecharts.
Withou You erschien am 16. Mai 2013 als zweite Single des Albums. Das Musikvideo wurde in Los Angeles aufgenommen. Der Dreh war Teil der achten Staffel von Germany’s Next Topmodel. Blue wählten dafür die Kandidatinnen Anna-Maria Damm, Marie Czuczman, Maike van Grieken und Sabrina Elsner aus. Regisseurin war Lennart Brede. Die Single erreichte in Deutschland und der Schweiz Chartplatzierungen in den Top 50. Dies war in beiden Ländern die letzte Chartplatzierung für die britische Band.
Nachdem am 26. August 2013 mit Break My Heart eine Promo-Single erschien, wurde am 2. Februar 2014 die dritte und letzte Single Broken/Ayo, als Doppel-A-Single, veröffentlicht.

## Rezeption

### Rezensionen
Stephen Unwin besprach das Album für den Daily Express und vergab drei von fünf Punkten. Die Band hat seiner Meinung nach nichts von ihrem alten Glanz eingebüßt.
Auf Queer.de wurde das Album als abwechslungsreich beschrieben. Der Rezensent meinte, das Spektrum reiche „von epischen Herzschmerz-Hymnen (Without You) bis hin zu unmissverständlichen Tanzaufforderungen (Ayo).“

### Charts und Chartplatzierungen
Das Album erreichte in den deutschen und den britischen Charts Platz 14 beziehungsweise 13. In Österreich und der Schweiz kam es in die Top 40. Für alle Länder außer dem Vereinigten Königreich markierte es damit die letzte Chartplatzierung in den Albencharts.
| ChartsChartplatzierungen     | Höchstplatzierung | Wochen |
| ---------------------------- | ----------------- | ------ |
| Deutschland (GfK)            | 14 (5 Wo.)        | 5      |
| Österreich (Ö3)              | 30 (1 Wo.)        | 1      |
| Schweiz (IFPI)               | 31 (3 Wo.)        | 3      |
| Vereinigtes Königreich (OCC) | 13 (3 Wo.)        | 3      |